# Temporale Rosy
Temporale Rosy és una pel·lícula de comèdia italo-francesa de 1979 escrita i dirigida per Mario Monicelli. Està basat lliurement en una novel·la de Carlo Brizzolara.

## Argument
Raoul, un jove boxejador de sobrenom "Spaccaporte", es veu obligat a interrompre una brillant carrera per una fractura a la mà causada per una aposta trivial. Així, es veu reduït a treballar en un espectacle secundari on actuen algunes campiones femenines de lluita lliure professional. Aquí el fascina una noia immensament bella, immillorable en exercicis de força. Aquesta noia és la Temporale Rosy, que guanya un peix daurat i marxa, seguida de Raoul amb els seus ulls.
Uns mesos després, al nord de França, la companyia de lluita femenina, de la qual forma part Rosy, fa el seu espectacle. Hi ha convidats d'honor, "velles glòries" presentades pel "Comte". Entre aquests, antics campions de "totes les categories", hi ha Raoul, un cop més seduït per Rosy. Mike, el gerent de la tropa, secretament enamorat d'ella, de seguida percep l'atracció que els joves tenen els uns pels altres i concep una forta gelosia.
El Raoul i la Rosy es traslladen a viure junts, però la seva vida junts resulta difícil i caòtica. Raoul participa a l'espectacle de lluita lliure: s'asseu entre el públic, fa d'alborotador i fins i tot entra al ring, però aquest paper no li agrada. Aleshores aconsegueix una feina als molls sense que Rosy ho sàpiga.
Passant d'una baralla a una altra, la parella se separa. La Rosy es compromet amb Mike i en Raoul surt amb una manicurista, Charlotte. Durant una vetllada de gala, Mike anuncia el seu futur matrimoni. Raoul, per forçar l'admiració de Rosy, anuncia que tornarà a la boxa. Esclata una discussió entre Mike i Raoul i es converteix en una baralla general.
De tornada a la boxa, Raoul és pràcticament destrossat pel seu oponent, Bill. La Rosy, que va presenciar el partit, no pot esperar a veure derrotat l'home que encara estima. Espera en Bill a la sortida del gimnàs, i
li fa tit per tat. En adonar-se que la Rosy encara està enamorada de Raoul, Mike se sacrifica i decideix trencar amb ella, deixant-la creure que va prendre la iniciativa. Discuteixen, la Rosy marxa, però totes aquestes emocions són massa fortes per Mike, que té un atac de cor i es desmaia.
A l'andana de l'estació, la Rosy veu en Raoul marxar amb Charlotte. S'amaga i fuig. El "Comte" s'uneix a Raoul a la plataforma i li explica la ruptura i la malaltia d'en Mike. Raoul baixa del tren i busca la Rosy, però la trobarà de nou, per casualitat i molt més tard, com a cambrera en un bar, en un port del Mar del Nord. Tornen a caure l'un als braços de l'altre.

## Repartiment
- Gérard Depardieu - Raoul Lamarre[4]
- Faith Minton - Rosy "Hurricane Rosy" Spelman / Temporale Rosy[5]
- Jean Claude Levis - Kunta Kinte
- Lola García - Jeanne
- Kathleen Thompson - Trudy
- Roland Bock - Mike Fernandez
- Helga Anders - Charlotte
- Charles Bollet - Arbitro
- Gianrico Tedeschi - El comte